# تريفور وليامز (قسيس)
تريفور وليامز (بالإنجليزية: Trevor Williams)‏ (و. 1948  م) هو قسيس أيرلندي، ولد في دبلن.

## التعليم
تعلم في كلية الثالوث في دبلن
.